# Marlyson
Marlyson, pseudonimo di Marlyson Conceição Oliveira (Rosário, 17 dicembre 1997), è un calciatore brasiliano, attaccante del Figueirense.

## Carriera
Cresciuto nel settore giovanile del Joinville, debutta in prima squadra il 2 febbraio 2017 in occasione dell'incontro del Campionato Catarinense pareggiato per 0-0 contro il Figueirense. In due stagioni totalizza 45 presenze e sette reti. Negli anni successivi si alterna tra campionati statali, Série B e Série C. Il 4 agosto 2021, il Figueirense decide di girarlo in prestito al Metalist; ha esordito in Prem"jer-liha il 13 agosto, disputando l'incontro perso per 2-0 contro lo Šachtar. Sigla la sua prima rete in un campionato europeo il 28 agosto, nell'incontro perso per 1-2 contro il Dnipro-1. Tuttavia, il 10 aprile 2022 il prestito viene interrotto, facendo ritorno al Figueirense. Il 4 luglio ritorna in Ucraina, quando viene ceduto in prestito al Vorskla. Il 21 luglio, invece, esordisce nelle competizioni europee, in occasione dell'incontro dei turni preliminari di Conference League vinto per 3-2 contro l'AIK.

## Statistiche

### Presenze e reti nei club
Statistiche aggiornate al 27 novembre 2022.
| Stagione         | Squadra          | Campionato       | Campionato | Campionato | Coppe nazionali | Coppe nazionali | Coppe nazionali | Coppe continentali | Coppe continentali | Coppe continentali | Altre coppe | Altre coppe | Altre coppe | Totale | Totale |
| Stagione         | Squadra          | Comp             | Pres       | Reti       | Comp            | Pres            | Reti            | Comp               | Pres               | Reti               | Comp        | Pres        | Reti        | Pres   | Reti   |
| ---------------- | ---------------- | ---------------- | ---------- | ---------- | --------------- | --------------- | --------------- | ------------------ | ------------------ | ------------------ | ----------- | ----------- | ----------- | ------ | ------ |
| 2017             | Joinville        | PD/SC+C          | 13+3       | 3+0        | CB              | 5               | 2               |                    | -                  | -                  | PL          | 1           | 0           | 22     | 5      |
| 2018             | Joinville        | PD/SC+C          | 12+10      | 1+1        | CB              | 1               | 0               |                    | -                  | -                  |             | -           | -           | 23     | 2      |
| Totale Joinville | Totale Joinville | Totale Joinville | 38         | 5          |                 | 6               | 2               |                    | -                  | -                  |             | 1           | 0           | 45     | 7      |
| gen.-apr. 2019   | Ponte Preta      | A1/SP            | 5          | 0          | CB              | 0               | 0               |                    | -                  | -                  |             | -           | -           | 5      | 0      |
| apr.-nov. 2019   | Paraná           | B                | 3          | 1          | CB              | -               | -               |                    | -                  | -                  |             | -           | -           | 3      | 1      |
| gen.-ott. 2020   | São Bernardo     | A2/SP            | 17         | 8          |                 | -               | -               |                    | -                  | -                  |             | -           | -           | 17     | 8      |
| ott.-dic. 2020   | Boa Esporte      | C                | 9          | 1          | CB              | -               | -               |                    | -                  | -                  |             | -           | -           | 9      | 1      |
| feb.-lug. 2021   | XV de Piracicaba | A2/SP            | 14         | 3          |                 | -               | -               |                    | -                  | -                  |             | -           | -           | 14     | 3      |
| lug.-ago. 2021   | Figueirense      | C                | 2          | 0          | CB              | -               | -               |                    | -                  | -                  |             | -           | -           | 2      | 0      |
| 2021-apr. 2022   | Metalist         | PL               | 14         | 5          | CU              | 1               | 0               |                    | -                  | -                  |             | -           | -           | 15     | 5      |
| apr.-lug. 2022   | Figueirense      | C                | 8          | 2          | CB              | -               | -               |                    | -                  | -                  |             | -           | -           | 8      | 2      |
| 2022-2023        | Vorskla          | PL               | 11         | 3          |                 | -               | -               | UECL               | 2                  | 0                  |             | -           | -           | 13     | 3      |
| Totale carriera  | Totale carriera  | Totale carriera  | 121        | 28         |                 | 7               | 2               |                    | 2                  | 0                  |             | 1           | 0           | 131    | 30     |